# ロイヤル-トミアン
ロイヤル-トミアン（英: Royal versus S. Thomas' Cricket Match）は、ロイヤル・カレッジ・コロンボ（7000名）とセント・トーマス・カレッジ マウント・ラビニア校（2500名、男子校）のクリケットの対校試合である。1879年以来130年近く続く伝統試合で、クリケットの試合としては世界で2番目に長い歴史を誇る。3日間に渡って競技が行われる。

## 問題
近年、安全上の懸念が生じつつあるが、真実のロイヤル-トミアン (roy-tho) 精神に基づき継続されている。

## リンク
- Royal Thomian公式サイト （英語）

| スタブアイコン | サブスタブ | この項目は、まだ閲覧者の調べものの参照としては役立たない、スポーツに関連した書きかけの項目です。この項目を加筆・訂正などしてくださる協力者を求めています（P:スポーツ/PJ:スポーツ）。 |